# Walter bez Mienia
Walter bez Mienia (ur. ?, zm. 21 października 1096 w Civetot) – francuski rycerz i krzyżowiec, jeden z przywódców I wyprawy ludowej.
Właściwie nazywał się Gautier Sans-Avoir (Walter Sans-Avoir), ale do historii przeszedł jako Walter bez Mienia.
W trakcie krucjaty był początkowo zastępcą Piotra z Amiens. Prowadził swoją armię z Kolonii przez Węgry do Konstantynopola. W trakcie marszu zmarł jego wuj – Walter z Poissy. Po wkroczeniu do Turcji Walter objął faktyczne przywództwo nad krucjatą. Piotr z Amiens stracił wcześniej poważanie armii i wrócił do Konstantynopola, aby prosić cesarza Aleksego I o wsparcie wojskowe. Walter starał się zapanować nad armią, która jednak rozdzieliła się na dwie grupy. Jeden z oddziałów został pobity pod Kserigordon przez wojska Kilidż Arslana I. Pozostali krzyżowcy zażądali pomszczenia poległych i natychmiastowego ataku na armię seldżucką. Walter wolał czekać na posiłki cesarskie, ale ostatecznie uległ naciskom i poprowadził armię. Wojska krzyżowe zostały całkowicie rozbite w bitwie pod Civetot. Walter poległ razem z większością przywódców wyprawy ludowej.

## W kulturze
Walter bez Mienia jest jednym z bohaterów powieści Zofii Kossak pt. Krzyżowcy.